# Horoskop
Horoskop je vrsta dijagrama koji se koristi u astrologiji, a na kojemu su prikazani položaji Sunca, Mjeseca, planeta, zvijezda u trenutku nekog događaja ili rođenja neke osobe u odnosu na neki od sustava korištenih u astrologiji. Sastoji se od niza elemenata i njihovih povezanosti: astroloških elemenata, astroloških znakova, astroloških kuća, planeta i planetarnih aspekata.
Nijedna znanstvena studija nije dala podršku točnosti horoskopa, a metode koje se koriste za njegovo tumače općenito se smatraju pseudo-znanstvenim.

## Izrada
Pri izračunavanju horoskopa Zemlja se uzima kao središte. Horizont je zamišljena nebeska kružnica koja ograničava vidljivi dio nebeske „polukugle” od nevidljivog. Na horizontu su najvažnije točke sjever i jug koje spojene osno presjecaju krug promatrana horizonta. Os istok-zapad koja također presjeca krug horizonta. Okomito najviša točka nad glavom je zenit, njemu nasuprot nadir. Produžena zemljina os daje nebesku os koja sječe nebeski svod u polovima (sjeverni i južni), a proširen Zemljin ekvator daje nebeski ekvator. Od ekvatora prema polovima (nebeskim) računaju se nebeske širine - deklinacije. Od proljetne točke na nebeskom ekvatoru računa se nebeska dužina ili rekstacenzija. Glavni meridijan prolazi kroz zenit, a nebeski ekvator siječe horizont u točkama istok-zapad.
Najvažnija staza ekliptike (prividna crta na kojoj se nalaze sazviježđa preko kojih prividno prolazi Sunce). Kako je zemljina os približno nagnuta za 23,5 stupnjeva, toliko je i ravnina ekliptike nagnuta prema nebeskom ekvatoru. Radi toga Sunce mjenja visinu. Najviša i najniža točka su ljetni i zimski suncostaj, a za vrijeme proljetne i jesenje ravnodnevnice sunce je na presjecištu ekvatora i ekliptike. Položaj Sunca i ostalih nebeskih tijela računa se od proljetnog ekvinocija u smjeru zapad-istok u stupnjevima dužine - longituda, te stupnjevima širine - latituda od ekliptike na sjever ili jug. Pritom treba uzeti u obzir precesiju ekvinocija (svake 72 godine ekvinocij se pomakne za jedan stupanj od istoka na zapad - što znači da prijeđe ekliptiku za 26 000 godina - 360 stupnjeva × 72 godine).
Izračunavanje horoskopa nekada je bio mukotrpan posao, računali su se vrhovi kuća (acedent i ostali vrhovi), a zatim unosili položaji planeta, Sunca i Mjeseca iz tablica. Danas to za nas rade računalni programi.
Horoskopski znakovi razdjeljuju pojas ekliptike (Zodijak) cijelom njegovom dužinom od 360 stupnjeva.

## Horoskopski znakovi
| ime znaka | vrsta         | početak       | kraj          |
| --------- | ------------- | ------------- | ------------- |
| Ovan      | znak vatre    | 21. ožujka    | 19. travnja   |
| Bik       | zemljani znak | 20. travnja   | 21. svibnja   |
| Blizanci  | zračni znak   | 22. svibnja   | 21. lipnja    |
| Rak       | vodeni znak   | 22. lipnja    | 23. srpnja    |
| Lav       | znak vatre    | 24. srpnja    | 22. kolovoza  |
| Djevica   | zemljani znak | 23. kolovoza  | 22. rujna     |
| Vaga      | zračni znak   | 23. rujna     | 23. listopada |
| Škorpion  | vodeni znak   | 24. listopada | 22. studenog  |
| Strijelac | znak vatre    | 23. studenog  | 21. prosinca  |
| Jarac     | zemljani znak | 22. prosinca  | 19. siječnja  |
| Vodenjak  | zračni znak   | 20. siječnja  | 19. veljače   |
| Ribe      | vodeni znak   | 20. veljače   | 20. ožujka    |

## Istraživanja
Horoskop po sunčanim znakovima u medijskom, zabavnom smislu daje opise osobina vezane uz znakove zodijaka, planete te druge značajke horoskopa. Međutim, te pretpostavljene povezanosti s osobinama ličnosti pojavljivale su se u tzv. stoljetnim kalendarima, sanjaricama i sličnoj narodnoj predaji, za razliku od horoskopa koje izrađuju i tumače astrolozi. Između ostalog, utvrđeno je da ne postoji povezanost između nadnevka rođenja i osobina ličnosti, između znakova sunca i izbora zanimanja, izbora partnera i drugih predviđanja koja daju tzv. dnevni, novinski horoskopi. Praksa pisanja horoskopa za 12 zoodijačkih znakova nastala je početkom 20. stoljeća, kao medijska forma proistekla iz astrološkoga simboličkog sustava. Prije toga nije postojala u astrologiji. Većina istraživanja usmjerena na istraživanje tobožnjih astroloških postavki zapravo je napadala ovaj medijski koncept. Većina istraživanja nisu radili poznavatelji same astrologije. Prije 20. stoljeća riječ horoskop odnosila se na izračunatu kartu s točno određenim satom rođenja pa je riječ horoskop zapravo označavala - ascendentni znak zoodijačkog kruga. Ironično je da u znakološkom viđenju astrologije, odnosno, tzv. medijskoj formi dnevnih horoskopa, nema uopće izračuna ascendentnog položaja tj. nema horoskopa.

## Vanjske poveznice

### Sestrinski projekti
|  | Zajednički poslužitelj ima još gradiva o temi horoskop |